# Верхня Лухма
Верхня Лухма́ (рос. Верхняя Лухма, ерз. Вяре Лфна) — село у складі Інсарського району Мордовії, Росія. Входить до складу Кочетовського сільського поселення.
Населення — 294 особи (2010; 375 у 2002).
Національний склад станом на 2002 рік:
- мордва — 83 %